# 王光旭
王光旭（约1927年—1995年8月28日），臺灣教師，創立台北市身心障礙服務推展協會等，幫助有智能不足孩童的家庭。

## 生平紀事
王光旭為國立華僑高級中等學校數學老師，與妻子黃麗霞育四名子女，第二個女兒卻智能不足。妻子直到女兒王曉來五歲時，訪遍群醫束手無策，才肯相信事實，之後孩子因智商被拒於學校外、又有癲癇病症，被左鄰右舍輕蔑與排斥。在王光旭與黃麗霞照顧下，原先還患有軟骨症、被醫生宣布一生無法走路的女兒，開始能自立，還能去新竹縣華光智能發展中心學習技能。
自1970年代起，王光旭每週六下午都會義務指導智能不足者發展潛能、建立人際關係，並組成了一支愛心服務隊。退休後，他在華光智能發展中心擔任義工。
1985年時，台灣心智障礙者估計超過十萬，六至十二歲有三萬餘人，其中在學者（包括國小啟智班及私立啟智訓練機構）僅七千兩百餘人，失學者佔了四分之三。家長為教養這些兒女，在精神壓力和經濟負荷下，長期支撐著重擔，其中尤以中、重度智能不足的家長更為強忍悲苦。一群家長企圖計劃組成一個聯誼會，但他們多因擔憂被外人知道家中有智能不足者，多不願具名。王光旭自願出面為召集人，暫名「中華民國心智障礙者家長聯誼會籌備會」，以推動有關單位擬定特殊教育法相關子法。
1987年，王光旭創辦台北市身心障礙服務推展協會，周六、日定期到啟智機構做長期輔導工作。在王光旭促成之下，陸續創辦育仁啟智義務班、中華民國啟智協會、心路文教基金會、各縣市智障者家長福利協進會、台北市身心障礙服務推展協會。一對王姓夫婦因有智能不足女兒，自責這是上蒼給的天譴，丈夫看到妻子帶女兒出門還會給予嚴厲譴責，直到他們認識王光旭，才發現許多家庭的境遇和自己相同，漸漸以正確態度面對，之後面對旁人對女兒的疑惑，夫婦倆甚至會對外界細心解釋原由。在心路社會福利基金會任執行長、女兒也智能不足的宗景宜回憶，當時在王光旭號召下，幾位家長站出來，以家長的名義成立心路基金會。王光旭也曾幫華光智能發展中心於關西鎮建立收容成年智能不足者的教養機構，因達六甲的土地價格高達新台幣二千多萬元，在1990年募款。
1995年，台北市身心障礙服務推展協會獲得第七屆吳尊賢愛心獎團體獎。該年4月12日，王光旭與葉由根、蕭金詩、江瑞雲、吳紹文、陳淑麗、張益銘、楊蔚齡、黃錦鴻、黃梅英、楊美珠、余任仰、蕭淑珍及呂文三等人，受總統李登輝接見。
1995年8月，王光旭以台北市身心障礙服務推展協會名譽理事長身分，隨同啟智教育考察團赴日本山梨縣參加研習會時，因意外跌倒造成腦部嚴重挫傷，併發瀰漫性血管內凝血（DIC），8月28日在山梨厚生病院逝世，享壽六十九歲。9月14日，在天主教聖家堂教會舉行告別式，隨即安葬於三峽鎮三德墓園。
王光旭去世後，妻子依然都會到育仁義務班去作義工。

## 外部連結
- 台北市身心障礙服務推展協會
- 台北市身心障礙服務推展協會的Facebook專頁